# Zenon Pidsudko
Zenon Pidsudko – polski lekarz weterynarii, doktor habilitowany nauk weterynaryjnych, profesor na Uniwersytecie Warmińsko-Mazurskim w Olsztynie, specjalista od anatomii prawidłowej oraz neuroanatomii.

## Kariera naukowa
W 1994 roku na Akademii Rolniczo-Technicznej w Olsztynie uzyskał tytuł lekarza weterynarii. W 1999 roku został zatrudniony na Uniwersytecie Warmińsko-Mazurskim w Olsztynie, a w 2000 roku uzyskał na nim stopień doktora nauk weterynaryjnych na podstawie rozprawy pt. Rozmieszczenie i kodowanie chemiczne neuronów zwoju krezkowego tylnego zaopatrujących trójkąt pęcherza moczowego świni, której promotorem był Mariusz Majewski. W 2014 roku Wydział Medycyny Weterynaryjnej tej samej uczelni nadał mu stopień doktora habilitowanego nauk weterynaryjnych na podstawie pracy pt. Rozmieszczenie i kodowanie chemiczne neuronów zaopatrujących pęcherz moczowy samca świni.